# Marc Staal
Marc Staal (13. ledna 1987 Thunder Bay) je bývalý profesionální kanadský hokejový obránce hrající naposledy za Florida Panthers v severoamerické NHL. Byl draftován klubem New York Rangers v roce 2005 v prvním kole jako 12. hráč v pořadí a za tento tým nastoupil v téměř 900 utkáních než byl v září 2020 vyměněn. Marc má tři bratry, Eric a Jordan hrají za tým Carolina Hurricanes, a třetí bratr Jared hraje v AHL.
V sezoně 2006/07 byl jmenován vítězem Wayne Gretzky 99 Award, která je udělována v OHL nejužitečnějšímu hráči play-off.

## Reprezentace
S kanadskou reprezentací se již zúčastnil Mistrovství světa juniorů v letech 2006 a 2007. V roce 2010 byl vybrán pro šampionát seniorů.

## Klubové statistiky
| Sezona     | Klub                 | Soutěž     | Základní část | Základní část | Základní část | Základní část | Základní část | Play off | Play off | Play off | Play off | Play off |
| Sezona     | Klub                 | Soutěž     | Z             | G             | A             | B             | TM            | Z        | G        | A        | B        | TM       |
| ---------- | -------------------- | ---------- | ------------- | ------------- | ------------- | ------------- | ------------- | -------- | -------- | -------- | -------- | -------- |
| 2005–06    | Hartford Wolf Pack   | AHL        | —             | —             | —             | —             | —             | 12       | 0        | 2        | 2        | 8        |
| 2007–08    | New York Rangers     | NHL        | 80            | 2             | 8             | 10            | 42            | 10       | 1        | 2        | 3        | 8        |
| 2008–09    | New York Rangers     | NHL        | 82            | 3             | 12            | 15            | 64            | 7        | 1        | 0        | 1        | 0        |
| 2009–10    | New York Rangers     | NHL        | 82            | 8             | 19            | 27            | 44            | —        | —        | —        | —        | —        |
| 2010–11    | New York Rangers (A) | NHL        | 77            | 7             | 22            | 29            | 50            | 5        | 0        | 1        | 1        | 0        |
| 2011–12    | New York Rangers (A) | NHL        | 46            | 2             | 3             | 5             | 16            | 20       | 3        | 3        | 6        | 12       |
| 2012–13    | New York Rangers (A) | NHL        | 21            | 2             | 9             | 11            | 14            | 1        | 0        | 0        | 0        | 0        |
| 2013–14    | New York Rangers (A) | NHL        | 72            | 3             | 11            | 14            | 24            | 25       | 1        | 4        | 5        | 6        |
| 2014–15    | New York Rangers (A) | NHL        | 80            | 5             | 15            | 20            | 42            | 19       | 0        | 1        | 1        | 10       |
| 2015–16    | New York Rangers (A) | NHL        | 77            | 2             | 13            | 15            | 36            | 5        | 0        | 2        | 2        | 4        |
| 2016–17    | New York Rangers (A) | NHL        | 72            | 3             | 7             | 10            | 34            | 12       | 0        | 0        | 0        | 2        |
| 2017–18    | New York Rangers (A) | NHL        | 72            | 1             | 7             | 8             | 18            | —        | —        | —        | —        | —        |
| 2018–19    | New York Rangers (A) | NHL        | 79            | 3             | 10            | 13            | 32            | —        | —        | —        | —        | —        |
| 2019–20    | New York Rangers (A) | NHL        | 52            | 2             | 9             | 11            | 16            | 3        | 1        | 0        | 1        | 0        |
| 2020–21    | Detroit Red Wings    | NHL        | 56            | 3             | 7             | 10            | 20            | —        | —        | —        | —        | —        |
| 2021–22    | Detroit Red Wings    | NHL        | 71            | 3             | 13            | 16            | 28            | —        | —        | —        | —        | —        |
| 2022–23    | Florida Panthers     | NHL        |               |               |               |               |               |          |          |          |          |          |
| NHL celkem | NHL celkem           | NHL celkem | 840           | 41            | 136           | 177           | 416           | 104      | 6        | 13       | 19       | 42       |